# Chromogobius britoi
Chromogobius britoi é uma espécie de peixe da família Gobiidae e da ordem Perciformes.

## Morfologia
- Os machos podem atingir 3,4 cm de comprimento total e as fêmeas 2,52.
- Número de vértebras: 27.[4][5]

## Habitat
É um peixe marítimo, de clima tropical e demersal que vive entre 6–65 m de profundidade.

## Distribuição geográfica
É encontrado no Oceano Atlântico oriental: Madeira e nas Ilhas Canárias.

## Observações
É inofensivo para os humanos.